# Villastellone
Villastellone es una localidad y comune italiana de la provincia de Turín, región de Piamonte, con 4.831 habitantes.

## Evolución demográfica
| Gráfica de evolución demográfica de Villastellone entre 1861 y 2001 |
|                                                                     |
| Fuente ISTAT - elaboración gráfica de Wikipedia                     |